# Мотив прибутку
В економіці мотив прибутку — це мотивація підприємств, які працюють таким чином, щоб максимізувати свій прибуток. Основна мікроекономічна теорія стверджує, що остаточною оплатою бізнесу є «запас грошей» — не в сенсі збільшення платіжних засобів підприємства (які повинні бути оплачені на мінімальний мінімум, після чого платіжні засоби, пов’язані з витратами, тобто відсотками або внутрішньою прибутковістю), а в сенсі «збільшення чистої вартості». Інакше кажучи, забезпечення бізнесу є отримання прибутку. Мотив прибутку є ключовим принципом теорії раціонального вибору, або теорії, відповідно до якої економічні агенти досягають того, що відповідає їхнім інтересам. Відповідно до цієї доктрини, підприємство хоче отримати вигоду для себе та/або своїх акціонерів шляхом максимізації прибутку.
Оскільки мотив прибутку виходить за межі економіки та входить до ідеології, він стає предметом серйозних суперечок.

## Економіка
Теоретично, коли економіка повністю конкурентоспроможна (тобто не має ринкових недосконалостей, таких як зовнішні ефекти, монополії, інформаційний чи владний дисбаланс тощо), мотив прибутку забезпечує ефективний розподіл ресурсів. Наприклад, австрійський економіст Генрі Хезлітт пояснює: «Якщо немає прибутку від виробництва товару, це ознака того, що праця та капітал, витрачені на його виробництво, спрямовані неправильно: вартість ресурсів, які необхідно використати для виготовлення товару, перевищує вартість самого товару». Іншими словами, прибуток дає компаніям знати, чи варто виробляти товар. Теоретично на вільних та конкурентних ринках, якщо окрема фірма максимізує прибуток, вона гарантує, що ресурси не будуть витрачені даремно. Однак сам ринок повинен мінімізувати прибуток, оскільки це витрати для ланцюжка створення вартості. Конкуренція є ключовим інструментом, за допомогою якого ринки долають стимул максимізації прибутку окремої фірми. Мотив прибутку є цінним благом для економіки. Згідно з теорією вільного ринку, він необхідний для забезпечення стимулу для підвищення ефективності та інновацій. Однак надмірна винагорода за мотив прибутку створює неефективність прибутку. Через значне скорочення конкуренції в багатьох галузях промисловості через консолідацію та злиття, економіка США стала неефективною з точки зору прибутку, а в останні роки було зафіксовано рекордні прибутки. Це створює безповоротні втрати для економіки.

## Критика
Більшість критики щодо мотивації прибутку зосереджені на ідеї, що прибуток не повинен переважати потреби людей чи захист навколишнього середовища. Наприклад, фільм Майкла Мура «Хворий» критикує галузь охорони здоров’я за її нібито акцент на прибутку за рахунок пацієнтів. Мур пояснює:
Ми не повинні говорити про прибуток, коли йдеться про допомогу хворим людям. Мотивація прибутку не повинна бути тут задіяна. І знаєте що? Це несправедливо і по відношенню до страхових компаній, тому що вони несуть фідуціарну відповідальність заробляти якомога більше грошей для своїх акціонерів. Вони заробляють більше грошей, відмовляючи у виплатах, або виключаючи людей зі списків, або навіть не допускаючи їх до списків, тому що у них є вже існуюче захворювання. Знаєте, все це неправильно.
У Компендіумі Католицької Церкви з її соціального вчення стверджується, що «захист довкілля не може бути забезпечений виключно на основі фінансових розрахунків витрат і вигод. Навколишнє середовище є одним із тих благ, які не можуть бути належним чином захищені або просувані ринковими силами». Папа Франциск у своїй енцикліці 2015 року Laudato si' додає до цього тексту риторичне питання:
Чи реально сподіватися, що ті, хто одержимий максимізацією прибутку, зупиняться, щоб поміркувати над екологічною шкодою, яку вони залишать майбутнім поколінням?
Ще одна поширена критика мотиву прибутку полягає в тому, що вважається, що він заохочує егоїзм і жадібність. Критики мотиву прибутку стверджують, що компанії нехтують мораллю чи громадською безпекою в гонитві за прибутком.

## Контркритика
Економісти вільного ринку стверджують, що мотив прибутку, у поєднанні з конкуренцією, часто знижує кінцеву ціну товару для споживання, а не підвищує її. Вони стверджують, що підприємства отримують прибуток, продаючи товар за нижчою ціною та в більшому обсязі, ніж конкуренти. Економіст Томас Соуелл використовує супермаркети як приклад для ілюстрації цієї точки зору: 
«За оцінками, супермаркет отримує чистий прибуток приблизно в пенні з кожного долара продажів. Якщо це звучить досить скупо, пам’ятайте, що це пенні збирається з кожного долара на кількох касах одночасно і, в багатьох випадках, цілодобово».
Економіст Мілтон Фрідман стверджував, що жадібність та егоїзм є універсальними людськими рисами. В епізоді «Шоу Філа Донах’ю» 1979 року Фрідман стверджує: «Світ функціонує на людях, які переслідують свої окремі інтереси». Він продовжує, стверджуючи, що лише в капіталістичних країнах, де люди можуть переслідувати власні егоїстичні інтереси, люди змогли втекти від «жорсткої бідності».

Письменниця та філософиня Айн Ренд захищала егоїзм з етичних міркувань. У своїй документальній праці «Чеснота егоїзму» вона стверджує, що егоїзм — це моральне благо, а не виправдання для дій, що зневажають інших:
Об’єктивістська етика стверджує, що актор завжди повинен бути бенефіціаром своїх дій, і що людина повинна діяти заради власного раціонального інтересу. Але його право на це випливає з його людської природи та з функції моральних цінностей у людському житті, і тому воно застосовується лише в контексті раціонального, об’єктивно продемонстрованого та підтвердженого кодексу моральних принципів, які визначають його фактичний особистий інтерес. Це не ліцензія «робити, що йому заманеться», і вона не застосовується до образу «егоїстичної» тварини, який створюють альтруїсти, а також до будь-якої людини, мотивованої ірраціональними емоціями, почуттями, спонуканнями, бажаннями чи примхами.
1. ↑  Duska, Ronald F. (1997). "The Why's of Business Revisited". Contemporary Reflections on Business Ethics. Issues in Business Ethics. Vol. 23. Dordrecht: Springer Science & Business Media (published 2007). p. 41. ISBN 9781402049842. Retrieved 8 July 2019.
2. ↑  Joseph T. Salerno,Jeffrey A. Tucker (2008). "The Function of Profits". Ludwig Von Mises Institute. Recorded during the 2008 Mises University, Jeffrey Tucker interviews leading Austrian Economists on the topic of Henry Hazlitt's classic book Economics in One Lesson.
3. ↑  "Corporate Profits Reached Record High of Nearly $3 Trillion in 2021". truthout.org. April 1, 2022.
4. ↑  "Press Room", Michaelmoore.com. Michael Moore. Web. 22 Apr. 2013.
5. ↑  Ballasy, Nicholas. "Michael Moore: 'It's Absolutely a Good Thing' for Government to Drive Private Health Insurance Out of Business." Michael Moore: 'It's Absolutely a Good Thing' for Government to Drive Private Health Insurance Out of Business. CNS News, 02 Oct. 2009. Web. 22 Apr. 2013.
6. ↑  Pontifical Council for Justice and Peace, Compendium of the Social Doctrine of the Church, paragraph 470, published 29 June 2004, accessed 4 May 2024
7. ↑  Pope Francis, Laudato si', paragraph 190, published 24 May 2015, accessed 6 May 2024
8. ↑  Baldor, Lolita C.; Press, Associated (2011-10-05). "'Occupy Wall Street' Protests Give Voice to Anger Over Greed, Corporate Culture". PBS NewsHour. Retrieved 2018-06-19.
9. ↑  Sowell, Thomas. "Profit Motive Underrated By Intelligentsia." Sun-sentinel.com. Sun-Sentinel, 26 Dec. 2003. Web. 22 Apr. 2013.
10. ↑  Travis Pantin (2007). "Milton Friedman Answers Phil Donahue's Charges". The New York Sun. Retrieved 2018-06-19.
11. ↑  Ayn Rand; Nathaniel Branden (1964). "Introduction". The Virtue of Selfishness: A New Concept of Egoism (PDF) (Ix. Print ed.). New York: Signet Book. Archived from the original (PDF) on 2020-11-12. Retrieved 2018-06-19.